# Camp Hill (Alabama)
Camp Hill is een plaats (town) in de Amerikaanse staat Alabama, en valt bestuurlijk gezien onder Tallapoosa County.

## Demografie
Bij de volkstelling in 2000 werd het aantal inwoners vastgesteld op 1273.
In 2006 is het aantal inwoners door het United States Census Bureau geschat op 1208, een daling van 65 (-5,1%).

## Geografie
Volgens het United States Census Bureau beslaat de plaats een oppervlakte van
23,5 km², geheel bestaande uit land. Camp Hill ligt op ongeveer 222 m boven zeeniveau.

## Plaatsen in de nabije omgeving
De onderstaande figuur toont de plaatsen in een straal van 32 km rond Camp Hill.